# NGC 7178
NGC 7178 (другие обозначения — PGC 67898, ESO 404-22, MCG -6-48-16) — спиральная галактика с перемычкой (SBb) в созвездии Южная Рыба.
Этот объект входит в число перечисленных в оригинальной редакции «Нового общего каталога».